# Гонконг на зимових Олімпійських іграх 2022
Гонконг взяв участь у зимових Олімпійських іграх 2022, що тривали з 4 до 20 лютого в Пекіні (Китай).
Делегація Гонконгу складалася з трьох спортсменів (двох чоловіків і однієї жінки), що змагалися у двох видах спорту. Це найбільша збірна цієї країни, яку дотоді Гонконг відряджав на Зимові Олімпійські ігри.
Сідней Чу ніс прапор своєї країни на церемонії відкриття.

## Спортсмени
Кількість спортсменів, що беруть участь в Іграх, за видами спорту.
| Вид спорту          | Чоловіки | Жінки | Загалом |
| ------------------- | -------- | ----- | ------- |
| Гірськолижний спорт | 1        | 1     | 2       |
| Шорт-трек           | 1        | 0     | 1       |
| Загалом             | 2        | 1     | 3       |

## Гірськолижний спорт
Від Гонконгу на Ігри кваліфікувалися один гірськолижник і одна гірськолижниця, що відповідали базовому кваліфікаційному критерію.
| Спортсмен | Дисципліна                    | 1-й спуск | 1-й спуск | 2-й спуск   | 2-й спуск   | сума        | сума        |
| Спортсмен | Дисципліна                    | Час       | Місце     | Час         | Місце       | Час         | Місце       |
| --------- | ----------------------------- | --------- | --------- | ----------- | ----------- | ----------- | ----------- |
| Адріан Юн | Гігантський слалом (чоловіки) | НФ        | НФ        | Не потрапив | Не потрапив | Не потрапив | Не потрапив |
| Одрі Кінґ | Слалом (жінки)                | НФ        | НФ        | Не потрапив | Не потрапив | Не потрапив | Не потрапив |

## Шорт-трек
Від Гонконгу на Ігри кваліфікувався один шорт-трекіст.
Сюй Сінь здобув квотне місце на Ігри, але не зміг одержати паспорт HKSAR, тож замість нього на дистанції 500 м виступив Сідней Чу.
| Спортсмен | Дисципліна | Попередній заїзд | Попередній заїзд | Чвертьфінал | Чвертьфінал | Півфінал    | Півфінал    | Фінал       | Фінал       |
| Спортсмен | Дисципліна | Час              | Місце            | Час         | Місце       | Час         | Місце       | Час         | Місце       |
| --------- | ---------- | ---------------- | ---------------- | ----------- | ----------- | ----------- | ----------- | ----------- | ----------- |
| Сідней Чу | 500 м      | 44.857           | 3                | Не потрапив | Не потрапив | Не потрапив | Не потрапив | Не потрапив | Не потрапив |